# 広島電鉄5100形電車
広島電鉄5100形電車（ひろしまでんてつ5100かたでんしゃ）は、2004年に登場した広島電鉄の路面電車である。愛称 Green mover max（グリーンムーバーマックス）。

## 概要
近畿車輛・三菱重工業 ・東洋電機製造・広島電鉄の4社がU3プロジェクトの名で共同開発した、国産初の100％フルフラット超低床電車である。U3とは Ultimate （究極の）、Urban （都会的な）、User friendly （利用しやすい） を意味する。メーカではJTRAMという愛称で呼んでいる。構造は5000形(GREEN MOVER)に引き続き5連接車で、広島港方から A、C、E、D、B 車（荒手車庫所属である5101号は、宮島口方から B、D、E、C、A 車）となっている。
2004年12月19日、江波車庫に搬入され、組み立てを行った後宮島線・市内線で試運転が行われた。2005年3月30日に営業運転開始された。現在は10編成を保有しており、主に1号線（宇品線）で集中的に使われ、朝夕ラッシュ時は5号線（比治山線）でも運転。また、5101・5108号は2号線（本線・宮島線）で運用される。なお、以前は千田車庫所属の車両も、厳島神社の初詣や宮島水中花火大会など多客時の臨時便として宮島線を走行することがあった。また、当初は全車千田車庫への配置予定であったが、デビュー時の宮島線期間限定運行に影響し、宮島線沿線利用者から「宮島線にも走らせてほしい」との要望が多くあったため、5101号は千田車庫配属から改めて荒手車庫所属となった（その代替として5000形の5012号が市内線の千田車庫所属へ変更となった）。
当初は「GREEN MOVER max」と「max」以外は大文字表記だったが、ロゴデザインの商標権利上の問題が発生し、第2編成登場時にロゴマークのデザインを変更した際、小文字主体の「Green mover max」と斜体表記になった。ただし、行先方向幕については全編成に大文字表記が残されている。
2007年4月19日から5101が広島観光インフォメーション電車（広島平和記念公園と原爆ドーム・縮景園・広島城・宮島の大鳥居と厳島神社などの写真が部分ラッピングされ、車内に観光地や文化施設の案内板が設置されている）となった。また、2008年7月19日から8月24日は、広島観光インフォメーション電車のまま、テレビ新広島が宮島の包ヶ浦自然公園に開設した海の家「TSS海の家 NATSUGOYA de アロハ」の宣伝電車として、車内放送をTSSのアナウンサー8人が担当する「NATSUGOYA電車」として運転された。
5000形同様に、車内に次の停車駅等の案内表示器が引き続き設置された。連結部上部に1行分のLEDパネルが設置されている。
2005年には日本産業デザイン振興会（現・日本デザイン振興会）よりグッドデザイン賞を受賞した。また、2006年には鉄道友の会より5000形に引き続いてローレル賞を受賞した。

## コンビーノ（グリーンムーバー）との比較
製造メーカ各社の狙いは、以下の通りにあった。
1. 座席が少ないなどコンビーノの欠点の克服
2. 冷房装置の能力不足など日本の環境にそぐわない点の改善
3. 低床通路の幅を更に広げ車椅子で移動できるようにする
4. 外国特許の回避

最大の改善点は、中間の付随台車を動力台車と別に設計し、小さくしたことによりE車内の突起を少なくし、ロングシートにできたこと（E車のロングシートは付随台車上にあるため、他のシートよりも若干高く固い）。各車体の長さをコンビーノと同等にして、ロングシートが効率的に配置できるよう工夫されている。これにより着席定員は5000形の46名から56名まで増えた。クロスシートは5000形の1名掛けに比べ若干広がり、着席定員に変化はないが実質1.5名掛けとなり、親子であれば二人掛けも可能。逆にやや犠牲になっているのが床面高さの360mmで、コンビーノ標準の300mm、5000形の330mmに比べても高くなっている。また全長は軌道法限界一杯の30mに抑えられた。また、5000形よりも車両価格が約2000万円安く抑えられ3億2000万円になったほか、保守の容易化や部品調達コストの低減も期待されている。
5100形の冷房能力は5000形コンビーノより小さくなっているが、送風ダクトの改良により空調効率を上げてコンビーノの欠点を解消した。
5100形では運転席から向って左下の部分に安全窓（セーフティウィンドウ）を設け、反対側は外板を同じ形に黒く塗ることで見た目を左右対称にしている。結果的に、行先表示板と併せて前面は側面と全く独立した造形となっている。
行き先表示は従来の電動方向幕式からLEDタイプに変更され夜間の視認性が向上した。ただしLEDは運行系統にかかわらず橙色であるため、遠方からの色分けによる識別はできなくなった。 
制動機にも改良が加えられている。5000形ではマスコンを中立位にすると走行時にはまったくのニュートラル状態であるが、停車時は自動的にパーキングブレーキが作動するシステムになっている。しかし、このシステムは微速走行時にもパーキングブレーキが作動してしまうため停止位置の微調整が非常に難しく、運転士は停車寸前にマスコンをやや力行位にもっていかないとスムーズな停止が出来ない。これに対し5100形はマスコンをどの常用制動位にしていても停止寸前にブレーキが自動的にゆるめられスムーズな停止が可能となった。その反面、従来車輌と操縦が異なり、相互運用性に問題がある。
内装は5000形ではグレーとブルー基調の配色で、窓にスモークガラスを採用し、車内照明にカバーを設置し、車内を落ち着いた雰囲気にした反面、若干、薄暗くなっていたが、5100形ではホワイトとライトグリーン及びイエローを基調とし、窓もクリアガラスに変更し、照明も暖かみのあるダウンライトにし、清潔感溢れる明るい印象となった。
また事故対策の一環として、車内随所に握り棒が設置されている。特徴的な例としては車内通路中程に天井から床面にかけて握り棒が設置され事故防止に役立っている反面、設置場所である乗車扉正面に乗客が停滞して車内に流れにくく、スムーズな乗降を阻害している感がある。
国産化できなかったものは弾性タイヤとブレーキ（油圧）である。また鋼製であるため1.4tほど重い。

## 主要諸元（テンプレート外）
- 設計最高速度：80km/h
- 営業最高速度：40km/h（市内線専用運用時）、60km/h（宮島線直通運用時）、但し速度制御装置の作動は編成により2km/h前後の誤差有。
- 最小曲線半径: 18m
- 最急勾配: 50‰

## 各車状況
特記がある場合を除き、2025年2月19日現在の状態を示す。
| 車号 | 竣工   | 所属     | 塗装                                                                      | ICカード全扉乗降サービス対応日 | 備考                                        |
| ---- | ------ | -------- | ------------------------------------------------------------------------- | ------------------------------ | ------------------------------------------- |
| 5101 | 2004年 | 荒手車庫 | 全面ラッピング電車 「ラッピングコラボトレイン」（JR西日本227系0番台塗装） | 2022年7月16日                  |                                             |
| 5102 | 2005年 | 千田車庫 | 部分ラッピング elama                                                      |                                | ワンマン化工事施行済み                      |
| 5103 | 2005年 | 千田車庫 | 標準色                                                                    |                                | 運用停止中 ワンマン化工事施行済み？         |
| 5104 | 2005年 | 千田車庫 | 全面ラッピング電車 「カープ電車」                                         |                                | ワンマン化工事施行済み                      |
| 5105 | 2007年 | 千田車庫 | 部分ラッピング スポーツチャンネル？？                                     |                                | ワンマン化工事施行済み                      |
| 5106 | 2007年 | 千田車庫 | 部分ラッピング フジグループラッピング                                     |                                | ワンマン化工事施行済み                      |
| 5107 | 2007年 | 千田車庫 | 部分ラッピング電車 「サンフレッチェレジーナ電車」                         |                                | 2022年度から運用開始 ワンマン化工事施行済み |
| 5108 | 2007年 | 荒手車庫 | 全面ラッピング電車 「サンフレッチェ電車」                                 |                                | 2012年度から連続 ワンマン化工事施行済み     |
| 5109 | 2008年 | 千田車庫 | 標準色                                                                    |                                | ワンマン化工事施行済み                      |
| 5110 | 2008年 | 千田車庫 | 全面ラッピング電車 「広響電車」                                           |                                | 2012年度から連続 ワンマン化工事施行済み     |

- 2013年以前「カープ電車」および「サンフレッチェ電車」は春から秋にかけての公式戦シーズン中のみ運行[6]、チーム成績結果により期間延長運行だった[7]が、2014年から通年運行することになった[8]。
- なお「カープ」「サンフレッチェ」および「広響」の3団体は地域活性化プロジェクト「P3 HIROSHIMA」の加入団体である。

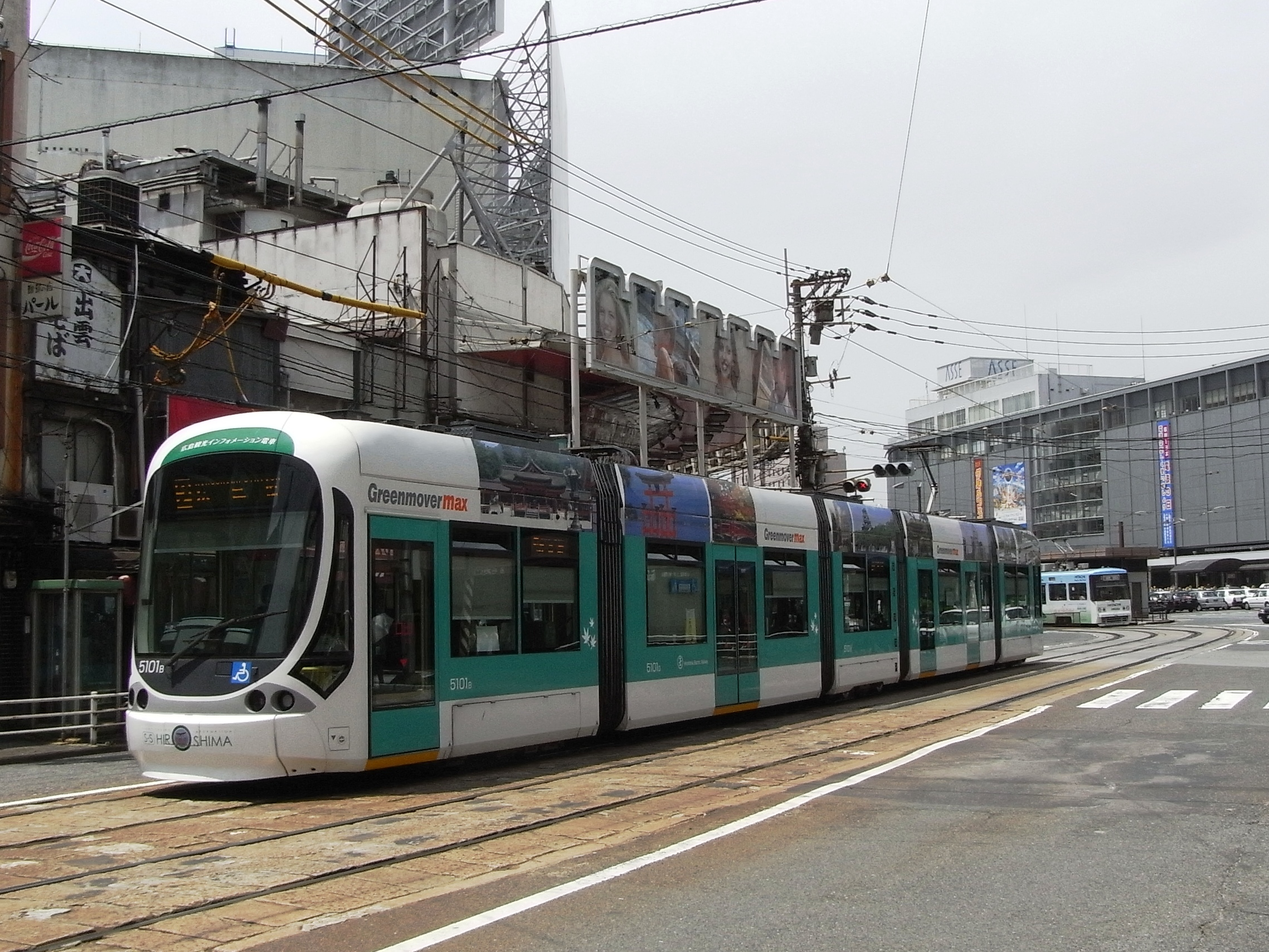
広島観光インフォメーション電車